# Morne l'Escade
Le morne l'Escade ou morne Deshauteurs est un morne situé au centre de la Grande-Terre, en Guadeloupe. Il culmine à 136 m d'altitude et se situe dans les Grands Fonds, dans la commune de Sainte-Anne.
Cette colline est desservie par la route départementale RD 105 qui relie le centre-bourg de Sainte-Anne au lieu-dit Bouliqui sur le territoire des Abymes.